# Croix, Nord
Croix je mesto in občina v severnem francoskem departmaju Nord regije Nord-Pas-de-Calais. Leta 1999 je mesto imelo 20.638 prebivalcev.

## Geografija
Kraj leži v severni Franciji, 8 km severovzhodno od Lilla. Na jugovzhodu meji na Hem, na jugozahodu na Villeneuve-d'Ascq, na severozahodu na Wasquehal, na severovzhodu pa na Roubaix.

## Administracija
Občina Croix se nahaja v kantonu Roubaix-Zahod, sestavnem delu okrožja Lille.